# Cataphrodisium castaneae
Cataphrodisium castaneae är en skalbaggsart som beskrevs av J. Linsley Gressitt 1951. Cataphrodisium castaneae ingår i släktet Cataphrodisium och familjen långhorningar. Inga underarter finns listade.